# What Goes Up
What Goes Up (br: Caminhos Desconhecidos)[carece de fontes?] é um filme de drama norte-americano.
O filme não foi lançado nos cinemas brasileiros e até agora não há previsão de lançamento em DVD no país. Porém, o DVD já foi lançado nos Estados Unidos no dia 16 de Junho de 2009. O filme será exibido no Brasil pela primeira vez nos canais a cabo Telecine.

## Sinopse
Um emocional repórter é enviado para cobrir um acontecimento na cidade natal Concord (Nova Hampshire). Mas em vez de seguir com a sua missão, que o deixa frio, ele segue um grupo de estudantes, cujo herói - que eles amam, é um professor não convencional que acabou de morrer. A sua paixão e, às vezes, ridícula manifestação de pesar atrair o repórter. Ele entre no mundo alternativo deles, na busca de “um professor substituto”, mas entra numa teia de mentiras e num descabido desejo sexual, com este grupo de jovens confusos que tentam fazer dele o novo professor e herói.

## Elenco
- Steve Coogan - Campbell Babbit
- Hilary Duff - Lucy Diamond
- Molly Shannon - Penelope Little
- Olivia Thirlby - Tess Sullivan
- Josh Peck - Jim Lement
- Molly Price - Donna Arbetter
- Sarah Lind - Peggy Popoladopolous
- Laura Konechny - Lute Lement
- Andrea Brooks - Sue
- Ingrid Nilson - Ann
- Brenna O'Brien - the Diminutive Girl
- Max Hoffman - Fenster Itski